# Cyrtodactylus otai
Cyrtodactylus otai es una especie de gecos de la familia Gekkonidae.

## Distribución geográfica yhábitat
Es endémica de las selvas de una zona kárstica del noroeste de Vietnam. Su rango altitudinal oscila entre 980 y 1230 m s. n. m..